# Ong Kham
Ong Kham (voller Thronname Somdet Brhat Chao Brhat Parama Khattiya Varman Raja Sri Sadhana Kanayudha; * im 17. Jahrhundert; † 1759 in Lan Na) war zwischen 1713 und 1723 der zweite König des Königreichs Luang Phrabang.

## Leben
Ong Kham war der Sohn von Prinz Indra Kumara von Kenghung und seiner laotischen Frau Nang Kami (Kam). Vor seiner Thronbesteigung erhielt er den Titel eines Prinzen (Brhat Chao Anga) Naksha (Ong Nok) Kumara Nawi (Khamane Nai). 1713 folgte er seinem Cousin und Schwiegervater Kingkitsarat (reg. 1706 bis 1713) auf den Thron.
Ong Kham wurde 1723 von seinem Cousin Inthasom abgesetzt, als er sich auf einem Jagdausflug befand. Verärgert über den Abfall seines Hofstaats verließ er Frau und Kinder und zog sich in den Tempel Wat Suan Dok zurück, wo er mehrere Monate als buddhistischer Mönch verblieb. Später wurde er eingeladen, Chiang Mai zu regieren, das nach der Ermordung des birmanischen Gouverneurs durch Thep Sin frei geworden war. 1727 wurde er zum Herrscher von Lan Na proklamiert. 
Ong Kham war zunächst mit der Prinzessin (Chao Fa Nying) Dhanasavuni (Taen So) verheiratet. Später heiratete er Prinzessin Dhanakama (Taen Kham) sowie Nang Devi Puspa (Thep Buppha). Er starb 1759 in Lan Na und hinterließ sieben Söhne und fünf Töchter, darunter:
1. Prinz (Chao Fa Mom) Nawi (Mom Nai), * vor 1723 in Luang Phrabang
2. Prinz (Chao Fa) Jayasena (Saia Saen), * vor 1723, rebellierte 1740 und wurde im gleichen Jahr bei Huei Hop hingerichtet
3. Prinz (Chao Fa) Chandra (Chan)
4. Prinz (Chao Fa) Bhatra (Phat)